# Веленин, Пётр Александрович
Вeленин Пётр Александрович (1787 — не известно) — председатель Гродненской казённой палаты, вице-правитель Белостокской области, действительный статский советник. Участник Наполеоновских войн. Общественный деятель. 

## Биография
Из «российских дворян греческого исповедания» Роменского уезда Полтавской губернии. Единственный сын подполковника и малороссийской дворянки. Паж. Племянник сенатора П. И. Полетика и старшего его брата М. И. Полетика, секретаря императрицы Марии Фёдоровны и официала ордена Святой Екатерины. 
Попечением и трудами своих дядек, и по приказу Павла I, принят в Пажеский корпус 22 марта (2 апреля) 1798, причём в деле о приёме в пажи назван сыном ген.-майора. Из пажей выпущен прапорщиком Павловского гренадерского полка 23 февраля (7 марта) 1805. Участник Русско-французской войны (1805—1807): в кампании отдельного экспедиционного русского корпуса в Ганновере в 1805  под командованием ген.-майора А. И. Остермана-Толстого участвовал в десанте из Ревеля в шведскую Померанию (Северная Германия) и в наступлении корпуса на Ганновер для его освобождения от французской оккупации. Участник Русско-прусско-французской войны (1806—1807): в зимней кампании в Польше и Восточной Пруссии  участвовал в боях при Пултуске (26.12.1806), Янкове (04.02.1807) и Прейсиш-Эйлау (8.02.1807). 
Произведён в подпоручики 23 октября (4 ноября) 1807; на вакансию в поручики 12 (24) февраля 1811; назначен адъютантом командира 3-й бригады 1-й гренадерской дивизии (с 4.12.1811 — командира 1-й бригады 4-й пехотной дивизии) ген.-майора принца Е. Ф. К. Вюртембергского 1 (13) ноября 1811; назначен адъютантом начальника 4-й пехотной дивизии и 2-го пехотного корпуса 1-й Западной армии, ген.-лейтенанта К. Ф. Багговута 24 декабря 1811 (5 января 1812).
Участник Отечественной войны 1812, был в сражениях: при Валутиной горе, Шевардине и Бородине, за отличие произведён в штабс-капитаны 1 (13) октября 1812, с оставлением в должности; при Тарутине (06.10.1812, награждён орд. Св. Анны 3 ст.), Малоярославце (24.10.1812), Вязьме (3.11.1812, объявлено высочайшее благоволение) и Красном (15—18.11.1812, награждён золотой шпагой с надписью «за храбрость»). 
Участник Заграничных походов 1813—1814. В кампанию 1813 в составе авангарда ген.-лейтенанта барона Ф. Ф. Винцингероде, командовавшего 2-м пехотным корпусом, был в сражениях: в Польше и Восточной Пруссии при Калише (01.02.1813, за отличие произведён в капитаны 1 (13) февраля 1813, с оставлением в должности) и Лютцене (29.04.1813); в арьергардных боях в Силезии и Саксонии в мае—июне 1813 (после 9.05.1813, награждён орд. Св. Владимира 4 ст. с бантом); в летне—осенней кампании в Германии — при Гисгюбеле и Пирне (14—22.8.1813, при Пирне ранен пулей в левое плечо), Гросс-Котте (25.08.1813), Кульме и Арбезау (29—30.08.1813), Эльхингене, Гейльсберге, Геллендорфе (5.9.1813), Гроссенгайне (19.09.1813), Либертвольквице (14.10.1813) и при Лейпциге (16—19.10.1813, ранен пулей в правый бок, награждён орденами Св. Анны 2 ст. и прусским Pour le Merite). 
В кампании 1814 года во Франции был при осаде Келя (декабрь 1813—январь 1814), в сражениях: при Васси, Ножан-сюр-Сен (10.02.1814), Бар-сюр-Об (26—27.02.1814), Лобресселе (3.04.1814) и при взятии Труа (4.04.1814), за которые награждён орд. Св. Анны 2 ст. с алмазами; при Арси-сюр-Об (20—21.03.1814), Фер-Шампенуазе (25.03.1815), Бонди (29.03.1814) и при взятии Парижа (30.03.1814), за которые награждён орд. Св. Владимира 3 ст. После возвращения в Россию, на вакансию произведён подполковником лейб-гвардии Павловского полка в июле 1815, с оставлением в должности старшего адъютанта при начальнике 2-го пехотного корпуса.
В ноябре 1816 года женился на полячке, овдовевшей помещице Гродненского уезда. ВП от 5 (17) декабря 1816 уволен от службы, за ранами, полковником, с мундиром и пенсионом полного жалования. Увольнение с полной пенсией по пожалованному чину полковника являлось одной из форм награды за военную службу. 
Поселившись в гродненском имении жены — Мосты (Мостовская казённая пуща), был в отставке до февраля 1819. По прошению об определении на службу, и по представлению Комитета, высочайше учреждённого 18 августа 1814 (Александровского комитета о раненых), в 1819 причислен к ведомству М-ва финансов. В том же чине — полковника в отставке, по ведомству Д-та внешней торговли министерства назначен директором Варшавской таможни Российского таможенного управления в Царстве Польском. Состоял в той должности по 1823. 
Основным богатством обширного имения жены в мостовском имении был строевой лес. С 1818 по 1824 полковница Веленина вела судебную тяжбу с местными властями и Министерством финансов о своём «историческом» праве на спорный лес, переданный в казённое ведомство. После подачи прошения на высочайшее имя и повторного рассмотрения дела в общем собрании с.-петербургских департаментов Сената, комиссия прошений Д-та гражданских и духовных дел Государственного совета вынесла определение об оставлении спорного леса за Велениной, которое было высочайше утверждено в январе 1824. Возможно, что с этим делом как-то связан перевод Веленина в ведомство Д-та государственных имуществ М-ва финансов и его назначение и. д. обер-форштмейстера (начальника Лесного управления) Гродненской губернии, с переименованием в гражданский чин коллежского советника, со старшинством с 5 (17) декабря 1816. И. д. гродненского обер-форштмейстера с 1824 по 1828. В 1828 причислен к канцелярии М-ва финансов чиновником особых поручений при министре, коим и состоял до 1831.
Назначен вице-правителем Белостокской области 19 (31) октября 1831. По должности стал председателем 2-го отделения Белостокского областного правления, в ведении которого находились хозяйственная, ревизская и контрольно-счётная экспедиции, областное казначейство, вопросы по отдаваемым в оброчное содержание арендным и старостинским имениям, а после разгрома Польского восстания (1830—1831) — вопросы и конфискационных польских имений. За отличие, на основании мнения Государственного совета от 19 марта 1830, пожалован в статские советники 23 марта (4 апреля) 1834; награждён орд. Св. Станислава 2 ст. в августе 1836. 
В связи с реформой губернского и областного правления 1837 года и утверждением новых губернских и областных штатов должности вице-губернаторов (вице-правителей) и председателей губернских казённых палат (областных правлений), ранее занимаемых одним и тем же чиновником, были разделены. Указом от 11 (23) февраля 1838, согласно прошению, председатель Гродненской казённой палаты [и бывший гродненский вице-губернатор], коллежский советник барон Пётр Иванович Таубе, всемилостивейше уволен от той должности, с причислением к Министерству финансов, и назначен на его место председатель 2-го отделения Белостокского областного правления [и вице-директор Белостокской области] П. А. Веленин, а в сей последней должности назначен чиновник М-ва финансов для особых поручений, статский советник Карл Фёдорович Таваст. 
В воздаяние отличных трудов и усердия к службе, по представлению министра финансов и удостоению Комитета министров, Веленин пожалован в действительные статские советники 17 (29) сентября 1838. В августе 1840 награждён «во внимание к отлично-усердной службе и особым трудам вашим, как по настоящему званию, так и по прежней должности вице-правителя Белостокской области <…> согласно ходатайству министра финансов и удостоению Комитета министров» орденом Св. Станислава 1 степени.
В связи с вакацией должности гродненского гражданского губернатора в период с 19 ноября 1842 по 27 июля 1844, по своей должности, наряду с вице-губернатором Ф. С. Яневичем-Яневским, правил должность гродненского гражданского губернатора. Состоял членом: губернского оспенного комитета; губернского комитета для наблюдения за правильной продажей горячительных напитков; губернского попечительного о тюрьмах комитета; губернской комиссии народного продовольствия; губернского комитета для уравнения земских повинностей.
По прошению, уволен от службы 29 марта (10 апреля) 1850.  ВП от 23 мая (4 июня) 1850 за № 98, по ведомству М-ва финансов, как бывшему председателю Гродненской казённой палаты, дозволено ему носить в отставке мундир, последней должности присвоенный. 
Умер не позднее 1875. Похоронен в Гродно.

## Общественная деятельность
После отставки жил в Гродно. В доме П. А. Веленина на ул. Роскошь, или Верцилишской, в разное время располагались губернские учреждения, в частности — канцелярия губернского предводителя дворянства и Гродненская контрольная палата. В отставке занимался благотворительностью и участвовал в духовной жизни епархии Литовской и Виленской.
В начале 1851 овдовел. В 1850 своим иждивением П. А. Веленин начал строительство тёплого каменного придела соборной — Успенской — приходской церкви, с правой её стороны, при Софийском соборе в Гродно, за что ему было объявлено благословение Святейшего Синода 31 мая (12 июня) 1851; в том же — 1850, Веленин был избран и на протяжении многих лет служил церковным старостой придельной Успенской церкви Софийского собора.
После долгих судебных разбирательств с частными и казёнными кредиторами, среди которых был и шурин — К. К. Кашуба, П. А. Веленин, вместе с шурином, был утверждён сонаследником гродненского имения умершей жены, «сомнительное» духовное завещание которой Сенат признал ничтожным.  Наследовав имение жены, стал крупным, по меркам той губернии, гродненским помещиком. На основании постановления Гродненского губернского правления от 7 (19) мая 1856, для раздела между П. А. Велениным и К. К. Кашубой наследства, оставшегося после жены первого и сестры второго, а также для удовлетворения долга, следующего П. А. Веленину по обязательствам покойной, был назначен в продажу принадлежавший П. А. и Ф. К. Велениным каменный 2-этажный дом, с пристройками и прочими принадлежностями, в Гродно, 1-й части, по ул. Верцилишской, под № 351, оцененный в 4196 руб. серебром. Впоследствии дом значился за Велениным как один из примечательных частных домов в Гродно, а после его смерти — за его второй супругой.

 
Женился во второй раз на помещице Ковенской губернии. Вместе с ней в 1860-х—1870-х гг. принимал активное участие в устройстве православной жизни в литовском курортном местечке Друзгеники, в то время входившим в состав Гродненского уезда. 
В период волнений (1861—1862) и вооружённого восстания (1863—1864) в Польше, по доверенности бывшего гродненского вице-губернатора Якова Петровича Рожнова, в 1861 переведённого на службу в Нижний Новгород на ту же должность, П. А. Веленин распоряжался капиталом Рожнова (10 000 руб. серебром), пожертвованным на строительство в Друзгениках православной церкви во имя иконы Божией Матери Всех Скорбящих Радости. После отъезда Рожнова из Гродны, строительство церкви продолжал П. А. Веленин. Церковь строилась в центре Друзгеник в русско-византийском стиле по проекту архитектора Шпановского и была освящена 29 июля (10 августа) 1865. С 27 марта (8 апреля) 1868 П. А. Веленин состоял, вместе с супругой, членом-учредителем (действительным братчиком) Друзгеникского православного братства, учреждённого при церкви Божией Матери Всех Скорбящих Радости, для её поддержания «в приличном русской святыне благолепии» и для оказания помощи неимущим больным, приезжавшим пользоваться Друзгеникскими минеральными водами. В 1869 супруги Веленины пожерствовали 32 тома книг на устройство библиотеки Братства. В июле 1875 жена Веленина была избрана членом совета Друзгеникского православного братства. 
Тогда же — в 1860-х, вместе с супругой, П. А. Веленин показан среди благотворителей Успенского Жировичского монастыря, в мае 1866 пожертвовавших деньги на строительство соборного храма обители.

## Награды
- Орден Святой Анны 3 (4)[43]  степени (25.12.1812)
- Орден Святого Владимира 4 степени с бантом (после 09.05.1813)
- Золотая шпага с надписью – «За храбрость» (3.06.1813)
- Орден Святой Анны 2 степени (22.01.1814)
- Орден Святого Владимира 3 степени (18.03.1814)
- Орден Святой Анны 2 степени с алмазами (23.08.1816)
- Знак отличия беспорочной службы за «XV» (22.08.1829) и «XX» лет (22.08.1830)
- Орден Святого Станислава 2 степени (21.08.1836)
- Знак отличия беспорочной службы за «XXV» (22.08.1836) и «XXX» лет (22.08.1840)
- Орден Святого Станислава 1 степени (31.08.1840)
- Знак отличия беспорочной службы за «XXXV» лет (22.08.1846)
- Серебряная медаль «В память Отечественной войны 1812 года» (1813)
- Бронзовая дворянская медаль «В память Отечественной войны 1812 года», на Владимирской ленте (1814)
- Прусский орден Pour le Merite (13/18.10.1814)
- Благословение Святейшего синода (31.05.1851)

## Семья
*Веленины – вяземский купеческий род, известный с сер. XVII в., происходивший из посадских людей Вязьмы, родоначальником которого был вяземский пушкарь Фока Веленин (ум. не ранее 1728), торговавший в 70-х гг. XVII в. железными сохами. В первой трети XVIII в. его сыновья: Евстигней, Иван, Никон — начали торговать через Биржу и Морской порт в С.-Петербурге. Их дети, поселившись в столице, состояли в с.-петербургском купечестве и на городской службе: браковщиками в морской таможне, маклерами биржи, бургомистрами магистрата. Торговали через порт пенькой, хлебом, юфтью и др. товарами, содержали на В. О. и в Литейной части винные погреба, были домовладельцами В. О. по 1-й, 5-й  и Кадетской линиях. 
*Отец — Александр N Веленин (сер. 1740-х — до 1798), по одним сведениям — майор, по другим — подполковник, по третьим — ген.-майор. В библиографии содержатся сведения, которые могут относиться как к одной персоне, так и к разным. Показан как внук вяземского купца гостиной сотни (1701—1728) Никона Фокина сына Веленина и сын с.-петербургского купца Филиппа Никона сына Веленина, в конце 1740-х — начале 1750-х служившего присяжным маклером при Петербургском порту. С 17 (28) февраля 1757 вместе с братьями Иваном и Фёдором воспитывался в нижнем немецком и др. классах С.-Петербургской академической гимназии. В гражданской службе идентифицируется с Александром N Велениным, секретарём провиантского департамента комиссариатской экспедиции Полоцкой губ. (/1777—1778/); секретарем Казённой палаты Полоцкого наместничества (/1779/); без указания чина (/1777—1778/), коллежский секретарь (/1779/). Александр Филиппов сын Веленин с сестрой Анной, по 4-й ревизии (1781—1783) показан числившимся по реестру с.-петербургского купечества С.-Петербургского магистрата, объявлено им требование явиться в магистрат для подачи ревизской сказки. В военной службе идентифицируется с капитаном Александром N Велениным, который 13 (24) августа 1785 был переведён из С.-Петербургского пехотного полка в 71-й пехотный Белевский, при котором состоял сверх комплекта на 30.12.1785 и 25.07.1786, и был выключен из списков полка к 10 (21) июля 1789; ему тождественен секунд-майор Александр Филиппов сын Веленин, заседатель Новомосковского уездного суда Екатеринославской губернии в /1792—1794/ гг. Умер до 1798. В деле сына о приёме в Пажеский корпус назван ген.-майором, по другим сведениям — подполковник.   
*Мать – Мария Ивановна, урождённая Полетика, сестра сенатора П. И. Полетики и секретаря императрицы Марии Фёдоровны М. И. Полетики. Из старинного малороссийского дворянского рода. Помещица сц. Аксютинцы, Роменского уезда, Полтавской губ. Дочь надворного советника Ивана Андреевича Полетика (1722—1783), служившего доктором Васильковской карантинной заставы; её мать — Ульяна Фёдоровна (1742—1821), была турчанка Фатьма, захваченная в плен при взятии русскими войсками Очакова и воспитанная в доме архиатера и «первого доктора императрицы Елизаветы Петровны» П. З. Кондоиди. По воспоминаниям П. И. Полетика, в семье было девять детей. Сыновья: коллежский советник Александр; действительный статский советник Михаил; действительный тайный советник и сенатор Пётр; майор Аполлон; дочери: Елена Лукьянович; воспитанница Смольного института (1788, с отличием) Анна; воспитанница Смольного института (1791, с отличием), фрейлина Екатерина; Наталия; Мария Веленина. 
П. А. Веленин был женат дважды. Оба брака бездетны. 
*Первая жена — коллежская советница, вдова Францишка Карловна Муравьева, урождённая Кашуба (до 1780—1851), из польского дворянского рода герба «Порай», римско-католического исповедания. Сестра титулярного советника Ксаверия Карловича Кашубы, представлявшего её интересы в коммерческих и судебных делах и бывшего сонаследником, вместе с П. А. Велениным, её гродненского имения. Помещица крупного, в 1800 г. благоприобретённого ею от статского советника Николая Волкова и коллежского советника Карла Литке, недвижимого имения, состоящего Гродненской губернии и уезда, в местечке Мосты (казённая Мостовская пуща), с деревнями Стефанишки Большие (Стефанишки Великие тож) и Стефанишки Малые. Овдовев, 10 (22) ноября 1816 вторым браком вышла замуж за помещика Роменского уезда Полтавской губернии, первобрачного подполковника П. А Веленина. Венчались в церкви святителя Николая Чудотворца села Никольского (Горы, Никольское-Горы, Обольяново тож), Дмитровского уезда, Московской губ. О коих обыск с поручительством чинён был и оный брак венчали священник Михаил Матфеев с причтом. Владельцем с. Никольского в то время был сенатор, князь П. П. Щербатов. Через месяц после венчания П. А. Веленин вышел в отставку и уехал жить в гродненское имение жены. 
*Вторая жена – Елизавета Ивановна. Общественный деятель, благотворительница: член-учредитель (действительная братчица) Друзгеникского православного братства при церкви Божией Матери Всех Скорбящих Радости с 27 марта (8 апреля) 1868, член совета Друзгеникского братства с 6 (18) июля 1875. В январе 1885 за 115 000 руб. от графа Ивана Петровича Горна купила родовое его недвижимое имение Бече-Каролиново с фольварками, состоящее Ковенской губернии, Вилькомирского уезда, 1 стана, Вепровской волости, где ей принадлежало всего 2133 десятин земли и леса разного качества. Сведения о том, что Елизавета была дочерью графа и наследовала ковенское имение после его смерти, действительности не соответствуют. В Гродно за ней был дом мужа на ул. Роскошь, в 1880-х именовавшейся ул. Садовой.  

## Отзывы
История определения П. А. Веленина в Пажеский корпус отражена в воспоминаниях родного его дяди, сенатора П. И. Полетики, написанных в 1843: «Самолюбие мое страдало и возродило во мне желание непреодолимое переменить службу в течение 1798 года. Я получил отпуск на 28 дней и посетил в первый раз Малороссию, мою отчизну. Полтавской губернии, в сельце Аксютинцах, отстоящем от уездного города Ромен в 10-ти верстах, я нашел добрую, кроткую мою мать и престарелую мою тётку. Они жили в тесной малороссийской хате, после пожара, истребившего незадолго перед тем господский дом и все запасы разного рода, накопленные для нас в течение многих лет бережливой нашей матерью <…> я простился с родными, после весьма краткого с ними пребывания, и возвратился до истечения срока к своей должности в С.-Петербург. Старшая моя сестра Марья Ивановна поручила мне единственного своего сына Петра Веленина, десятилетнего мальчика необыкновенной красоты. Вскоре по прибытии нашем на место, он был представлен императору Павлу, старанием брата Михаила, который находился тогда уже секретарем у императрицы Марии Фёдоровны и был, как говорят, в случае. Наружность Веленина сильно поразила Государя, который, осыпав его ласками, приказал определить его в Пажеский корпус. Веленин служит теперь председателем Гродненской казённой палаты, в чине действительного статского советника; он обвешан знаками отличия и несет на себе не одну честную рану, полученные им в 1812, 1813 и 1814 годах»

## Материалы к биографии
- По сведениям 8-й ревизии — 1834, с. с. Ф. К. Велениной в имении Мосты, местечке Мосты и дер. Стефанишки Большие принадлежало крепостных дворовых 3 и крестьянских 433 муж. пола душ.[75]
- В июне 1835 года П. А. и Ф. К. Веленины совместно купили там же — в казённой Мостовской пуще, недвижимое имение шурина первого и брата второй, титулярного советника К. К. Кашубы и его жены Теофилы Маврикиевны, состоящее в местечке Михаловка, Гродненской губернии и уезда, заключающее в себе 118 муж. пола душ, серебром за 18750 руб.[76] После смерти жены П. А. Веленин наследовал её долю.
- Первый муж Ф. К. Велениной, коллежский советник Муравьев, в период войн третьей и четвертой коалиции с Наполеоном, занимался подрядами на поставку для армии провианта и овса. Казённый перед ним долг за те поставки (1806—1807), который следовал его жене и наследнице, был признан временной контрольной комиссией по части Провиантской только в 1835.[77]
- В Гродненской гражданской палате 14 (26) июня 1843 от действительного статского советника и кавалера П. А. Веленина и его супруги Францишки Карловой совершена купчая, данная им жителю Белостокской области, Сокольского уезда, местечка Домбровы, еврею Лейбе Морхелиову Вольфу, на проданный первыми последнему каменный 3-этажный дом с 2-этажной, при оном, пристройкой и вотчинным плацом, в г. Гродно, по ул. Замковой, под № 36-м состоящий, в 7000 руб. серебром.[78]
- В декабре 1845 года д. с. с. Ф. К. Веленина предоставила в залог своё имение Мосты для обеспечения выданных в задаток денег для постройки в Гродно нового дома для Гродненской строительной комиссии, Гродненской врачебной управы и Гродненского уездного суда.[79]
- В марте 1848 года д. с. с. Ф. К. Веленина предоставила в залог своё имение Мосты с дер. Стефанишки Великие для обеспечения исправной поставки провианта в магазины Варшавской и Радомской губерний по контракту с Главной полевой провиантской комиссией.[80]
- По 10-й ревизии — 1858, совладельцам имения Мосты и Стефанишки Великие, д. с. с. П. А. Веленину и тт. с. К. К. Кашубе, принадлежало всего крепостных 532 души муж. пола, оцененных в 37240 руб. серебром.[81]